# Bagatelas, Op. 33 (Beethoven)

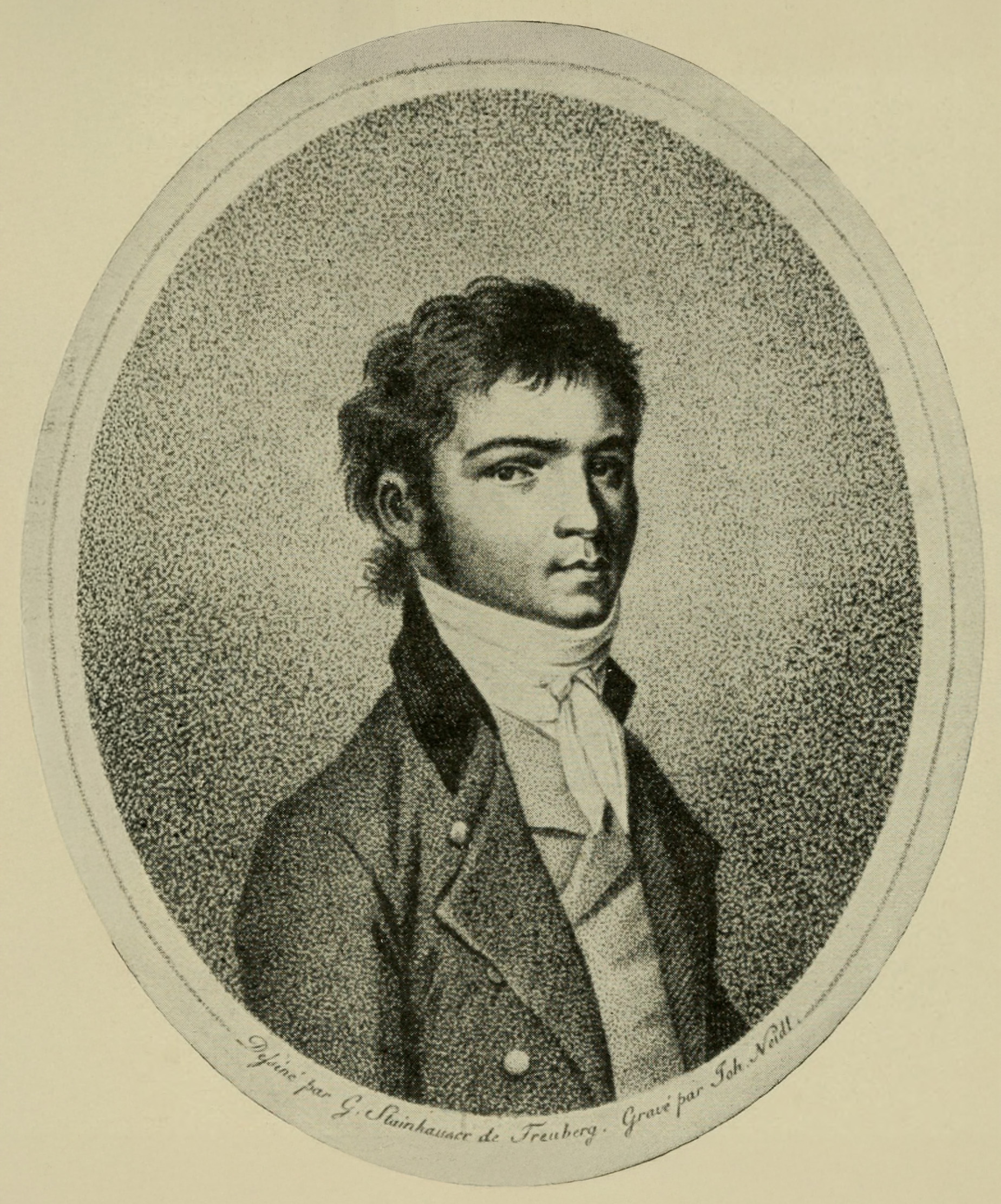
Las Bagatelas, Op. 33, para piano fueron compuestas por Ludwig van Beethoven en 1801-02 y publicadas en 1803, a través del editor vienés Bureau des arts et d'industrie. Las siete bagatelas son muy típicas del estilo inicial de Beethoven, conservando muchas características compositivas de la época clásica.
1. La primera bagatela, que está en mi bemol mayor, es quizás la más conocida de la serie. Está escrita en forma a–B–a. La sección comienza con la mano derecha tocando una suave melodía, y la mano izquierda acompaña con acordes rotos. La sección B, que se inicia con la tonalidad de mi bemol menor, presenta una melodía simple, que luego modula a la tonalidad original con la escala de si bemol mayor y, a continuación, a la escala de mi bemol mayor, a continuación, vuelve a la sección A.
2. La segunda bagatela, en do mayor, es quizás la segunda más difícil de la serie. Contiene escalas en terceras, arpegios, y una escala continua en la mano izquierda.
3. La tercera bagatela, en fa mayor, comienza con la mano derecha tocando la introducción y la mano izquierda tocando arpegios.
4. La cuarta bagatela, en la mayor, la sección central está en la menor.
5. La quinta bagatela, que es quizás la más difícil de la serie, está en la tonalidad de do mayor. Comienza con arpegios, un poco similar al Estudio Op. 10, n.º 1 de Chopin. Después de la introducción, la mano derecha y la mano izquierda tocan la melodía con el cuarto y quinto dedos. Después de una sección de do menor regresa al tema principal.
6. La sexta bagatela, está en la tonalidad de re mayor.
7. La séptima y última bagatela, está en la bemol mayor. Comienza con la mano izquierda tocando staccatos, y la mano derecha toca la melodía.